# Pogonomyrmex colei
Pogonomyrmex colei é uma espécie de insecto da família Formicidae.
É endémica dos Estados Unidos da América.

## Ciclo de vida
P. colei é uma formiga parasita sem obreiras que vive nos formigueiros da Pogonomyrmex rugosos. Tem muitas semelhanças com outra espécie que também parasita a P. rugosos, a Pogonomyrmex anergismus, e nalguns aspetos a P. colei parece uma forma intermédia entre a P. rugosos e a P. anergismus.
Os voos nupciais da P. colei tendem a ocorrer na mesma altura que os da P. rugosos, e a infiltração com sucesso da P. colei em formigueiros P. rugosos só foi observada no caso de formigueiros acabados de estabelecer, em que só há uma rainha P. rugosos ainda sem obreiras. Tal sugere que é nesse estádio que a P. colei invade os formigueiros P. rugosos, o que pode explicar a sobreposição dos respetivos voos nupciais, já que será nessa altura que uma recém-fecundada rainha P. colei terá mais facilidade em encontrar rainhas P. rugosos que esteja a iniciar um novo formigueiro Os formigueiros parasitados continuam ativos durante vários anos, o que indicia que, ao contrário de outras formigas parasitas, neste espécie a rainha não mata a rainha hospedeira (se tal ocorresse, toda a colónia desapareceria à medida que as obreiras fossem morrendo sem ser substituídas), o que também vai de acordo à hipótese de a invasão ocorrer logo no momento da fundação de uma nova colónia.